# Abay (faraone)
Abay (fl. XVII secolo a.C.) è stato un faraone egizio inserito nella XIII dinastia.
La conoscenza di questo sovrano, il cui nome non compare in alcuna delle liste reali, deriva dalla sua presenza in una lista di sacerdoti della città di Menfi
| i | A2 | D58 | i | i |

| i | A2 | D58 | i | i |

| i | A2 | D58 | i | i |

| i | A2 | D58 | i | i |

ˁb y - Abay
Il nome di questo sovrano potrebbe trovarsi nelle righe perse, a causa del frammentarietà del documento (colonne 6 e 7), del Canone Reale.

## Cronologia
| Periodo                    | Dinastia      | periodo di regno                             |
| Secondo periodo intermedio | XIII dinastia | tra il 1660 a.C. ed il 1630 a.C. (± 50 anni) |

| Dinastie contemporanee | Capitale |
| XIV                    | varie    |
| XV                     | Avaris   |
| XVI                    | varie    |